# Boechera spatifolia
Boechera spatifolia là một loài thực vật có hoa trong họ Cải. Loài này được (Rydb.) Windham & Al-Shehbaz mô tả khoa học đầu tiên năm 2006.